# NGC 368
NGC 368 (również PGC 3826) – galaktyka spiralna z poprzeczką (SB0-a), znajdująca się w gwiazdozbiorze Feniksa. Odkrył ją John Herschel 5 września 1834 roku.